# Гилберт (Аризона)
Гилберт (енгл. Gilbert) град је у америчкој савезној држави Аризона. По попису становништва из 2010. у њему је живело 208.453 становника.

## Демографија
Према попису становништва из 2010. у граду је живело 208.453 становника, што је 98.756 (90,0%) становника више него 2000. године.
|                   | 2010.            | 2000.            |
| Укупно            | 208 453 (100,0%) | 109 697 (100,0%) |
| Белци             | 151 930 (72,88%) | 87 597 (79,85%)  |
| Хиспаноамериканци | 31 074 (14,91%)  | 13 026 (11,87%)  |
| Азијати           | 12 110 (5,809%)  | 3 937 (3,589%)   |
| Афроамериканци    | 6 987 (3,352%)   | 2 639 (2,406%)   |
| Остали            | 6 352 (3,047%)   | 2 498 (2,277%)   |